# Phloeomys cumingi
Phloeomys cumingi là một loài động vật có vú trong họ Chuột, bộ Gặm nhấm. Loài này được Waterhouse mô tả năm 1839.
Loài này sinh sống ở Philippin.

## Hình ảnh

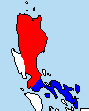
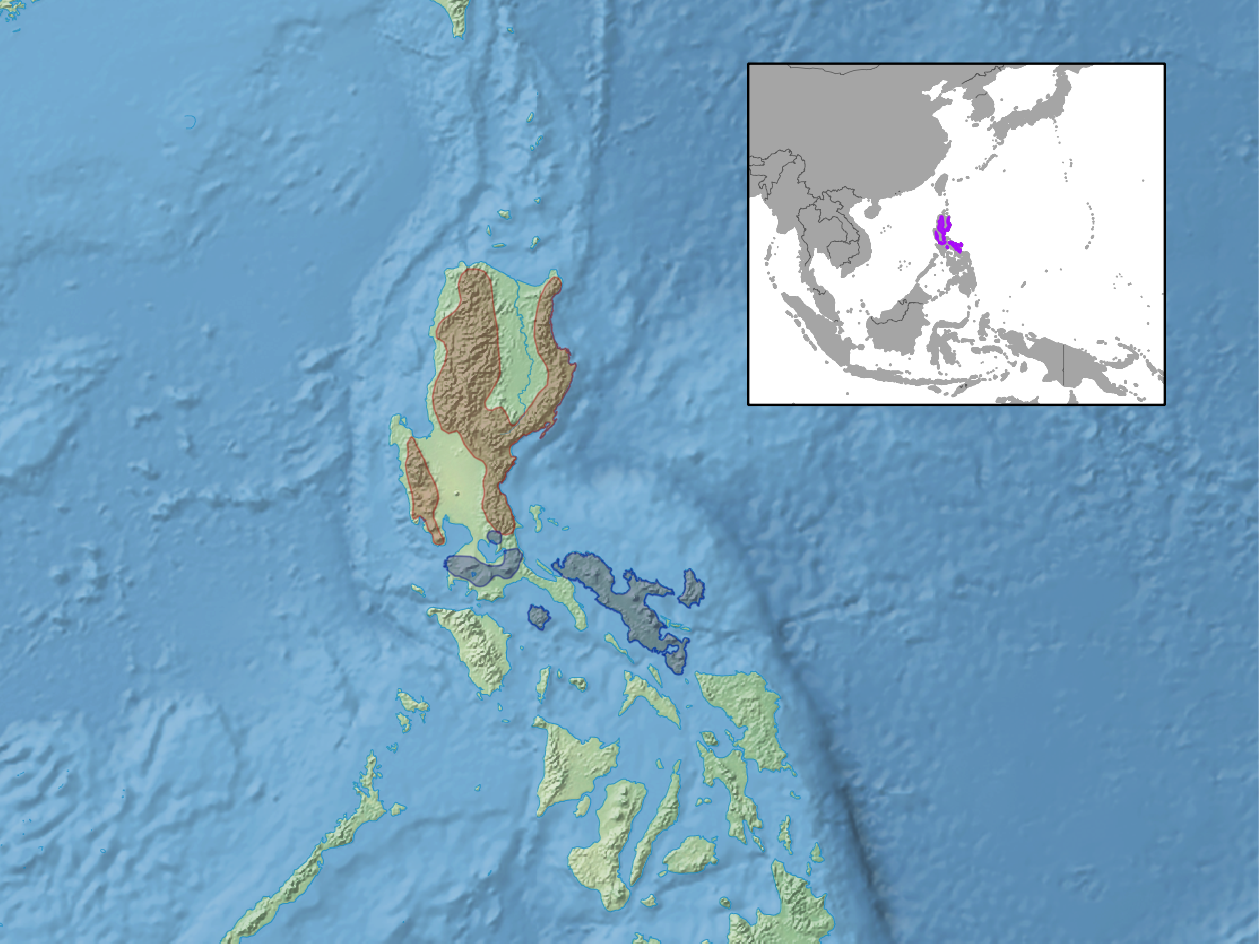